# Tommy Traynor
Thomas Joseph (Tommy) Traynor (ur. 22 lipca 1933 w Dundalk, zm. 20 września 2006 w Southampton) – piłkarz irlandzki, występujący na pozycji obrońcy.
Z zespołem Dundalk F.C. w 1952 zdobył puchar Irlandii. W latach 1954–1964 rozegrał 8 meczów w reprezentacji Irlandii.